# 突尼西亞的土耳其人
土耳其人，是突尼西亞的少數族裔，人口500000-2400000人左右。
1534年，10000個奧斯曼帝國士兵應當地穆斯林請求進駐該地抵御西班牙人，因此土耳其人在該國政治上佔優勢，他們和當地女人生下的子女成為社會上層，稱寇爾斡里斯。

## 人口
多数土耳其人生活在近海地區，如突尼斯和马赫迪耶。

## 宗教
他們是遜尼派哈乃斐派穆斯林。